# Geert Malisse
Geert Malisse (Roeselare, 15 mei 1955) is een Belgisch componist, muziekpedagoog, dirigent en organist.

## Levensloop
Malisse studeerde compositie aan het Koninklijk Vlaams Conservatorium Antwerpen bij Willem Kersters na orgelstudies aan het Lemmensinstituut in Leuven bij Chris Dubois. Daar studeerde hij af met een proefschrift De orgelbouwers Adriaan en Salomon Van Bever en École d'orgue basée sur le Plain-Chant romain par N.J.Lemmens in 1978. Hij is actief als organist, koorleider en leraar in de Belgische provincie Limburg. Van 1981 tot 1993 was hij dirigent van het Basilicakoor (koor van de Onze-Lieve-Vrouwebasiliek in Tongeren). Voordien (tot 1980) was hij als koorleider verbonden aan de Sint-Lambertuskerk in Kiewit. In 1996 was hij initiatiefnemer voor de oprichting van het vocaalensemble Altobasso in Sint-Truiden dat hij tot december 2000 dirigeerde. Verder begeleidt hij het koor aan de Sint-Quintinuskathedraal in Hasselt. Tegenwoordig is hij dirigent van het kamerkoor "De Schalmei" in Sint-Truiden.
Hij was als docent orgel verbonden aan de Academie Haspengouw (Sint-Truiden).
Malisse componeert vooral voor orgel, koor en zang. In 1989 was hij winnaar van het compositiewedstrijd georganiseerd door het Wereld Muziek Concours (WMC) te Kerkrade met een compositie voor mannenkoor en harmonieorkest, waarin hij twee gedichten van de Belgische dichter Pieter G. Buckinx "Het dorp in de lente" en "De bronzen herfst" verwerkt. De première van dit werk, getiteld Droomvuur vond plaats in het kader van het 11de WMC op 5 juli 1989 in het Wijngrachttheater in Kerkrade door het Euregio Harmonieorkest, het mannenkoor 'De Oude Heivinken' uit Gent en het Chèvremonts Mannenkoor uit Kerkrade onder leiding van Alex Schillings.

## Composities

### Werken voor harmonieorkest
- 1989: Droomvuur, voor mannenkoor en harmonieorkest - tekst: Pieter G. Buckinx
- 1997: Liedsuite, voor gemengd koor en harmonieorkest

### Vocale muziek

#### Werken voor koor
- 2006: Kerstliederen
  1. Allons bergers
  2. Ding, dong merrily
  3. D'où viens-tu, bergère
  4. Dormi, dormi, bel bambin
  5. E nato in Betlemme
  6. Een kind geboren in Betlehem
  7. Een kindekijn is ons geboren
  8. Herders Hij is geboren
  9. Hoe leit dit kindeke
  10. Il est né le divin enfant
  11. Kind'ren zwijgt, dan moogt ge horen
  12. Kommet ihr Hirten
  13. L'è tempo di partire
  14. Lieb Nachtigall
  15. Maria die soude
  16. Maria door een doornwoud trad
  17. Mary had a baby
  18. Melchior et Balthazar
  19. Nous sommes trois souverains
  20. Nu zijt wellekome
  21. O herderkens, al soetjens
  22. O herders, laet u boxkens
  23. Ons is geboren een kindekijn
  24. Rise up, shepherd, and follow
  25. Saint Joseph avec Marie
  26. Vom Himmel hoch
  27. Wij komen alle drie uit vreemde landen
- Kind'ren zwijgt, dan moogt ge horen, voor kinderkoor (of tweestemmig koor), dwarsfluit, klarinet en strijkers
- Oppervlakkige charleston
- Wanhoop
- Exiit diliculo / Si me dignetur (TTBB)
- Ver optatum (SATB)

zie ook werken voor harmonieorkest

### Werken voor orgel
- Mijn ziel maakt groot de Heer (preludium - variaties I, II, III, IV - postludium)